# ライヴ・ヨーロピアン・ツアー
『ライヴ・ヨーロピアン・ツアー』（Live European Tour）は、ビリー・プレストンが1973年に録音・1974年に発表したライヴ・アルバム。

## 解説
1973年9月1日から10月19日にかけて、プレストンはローリング・ストーンズのヨーロッパ・ツアーでオープニングアクトを務め、プレストンのステージには、当時ローリング・ストーンズのメンバーだったミック・テイラーも参加している。本作は、そのツアーで録音されたライヴ音源を収録しているが、各曲の公演日・公演地は明記されていない。
プレストンのオリジナル曲や、かつてプレストンと共演したビートルズのカヴァーに加えて、コースターズやレイ・チャールズ等で知られる「レッツ・ゴー・ゲット・ストーンド」のカヴァーや、スライ&ザ・ファミリー・ストーンの楽曲「アイ・ウォント・トゥ・テイク・ユー・ハイアー」の一部を抜粋した「ハイアー」を収録。プレストンは後に、本作でも演奏された「ゲット・バック」のカヴァーをスタジオ・レコーディングしており、1978年にはシングルとして全米86位に達した。
1974年にイギリスや日本で発売されたLPは、「ビリーズ・バッグ」や「ゲット・バック」を含む内容だった。本作が2002年に初CD化された際には、前述の2曲の代わりに「スペース・レース」「アメイジング・グレース」「神の掟」が収録され、曲順も変更されており、更に、重複している曲も大部分はテイクが異なる。なお、2002年のCDの曲目リストには「ハイアー」が記載されていないが、実際には「アウタ・スペース」とのメドレーとして収録されている。
2008年にユニバーサルミュージックから発売された日本盤紙ジャケットSHM-CDは、2002年のCDに準じた「US Version」と、1974年のイギリス盤LPに準じた「UK Version」の両方を収録している。しかし、この際「UK Version」マスターテープの損傷が著しかったため、当時発売されたLPレコードを素材とした盤起こしとなった。

## 収録曲

### US Version
1. デイ・トリッパー - Day Tripper (John Lennon, Paul McCartney) - 2:07
2. ザ・バス - The Bus (Billy Preston, Joe Greene) - 10:58
3. レット・イット・ビー - Let It Be (J. Lennon, P. McCartney) - 2:28
4. ラウンド・イン・サークルズ - Will It Go Round in Circles (B. Preston, Bruce Fisher) - 3:44
5. レッツ・ゴー・ゲット・ストーンド - Let's Go Get Stoned (Valerie Simpson, Nickolas Ashford, Joseph Armstead) - 1:36
6. スペース・レース - Space Race (B. Preston) - 1:57
7. アメイジング・グレース - Amazing Grace (Public Domain) - 4:43
8. 神の掟 - That's the Way God Planned It (B. Preston) - 4:05
9. アウタ・スペース - Outa-Space (B. Preston, J. Greene) - 8:53

### UK Version
1. デイ・トリッパー - Day Tripper (J. Lennon, P. McCartney) - 2:05
2. ザ・バス - The Bus (B. Preston, J. Greene) - 10:30
3. レット・イット・ビー - Let It Be (J. Lennon, P. McCartney) - 2:31
4. レッツ・ゴー・ゲット・ストーンド - Let's Go Get Stoned (V. Simpson, N. Ashford, J. Armstead) - 1:12
5. ビリーズ・バッグ - Billy's Bag (B. Preston) - 3:19
6. ラウンド・イン・サークルズ - Will It Go Round in Circles (B. Preston, B. Fisher) - 3:58
7. アウタ・スペース - Outa-Space (B. Preston, J. Greene) - 3:55
8. ハイアー - Higher (Sylvester Stewart) - 6:58
9. ゲット・バック - Get Back (J. Lennon, P. McCartney) - 5:17

## 参加ミュージシャン
- ビリー・プレストン - ボーカル、キーボード
- ミック・テイラー - ギター
- ヒューバート・ハード - キーボード
- ケネス・ルッパー - キーボード
- Manuel Kellough - ドラムス